# Johan Luzac
Johan Luzac (auch Joan, Jean, Joannis) (* 7. oder 2. August 1746 in Leiden; † 12. Januar 1807 ebenda) war ein niederländischer Rechtsanwalt, Journalist und Professor für Griechisch und Geschichte.

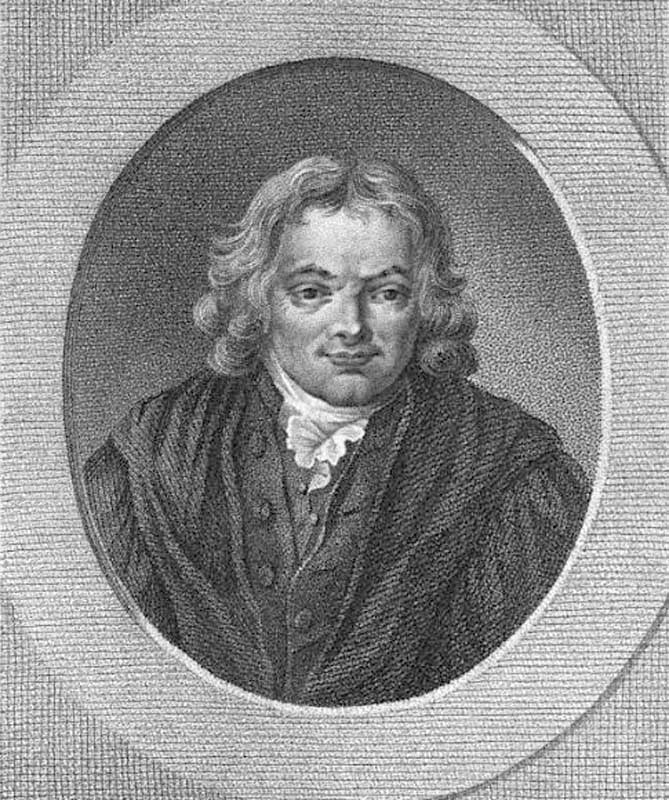
Johann Luzac

## Leben
Seine hugenottischen Vorfahren stammten aus Frankreich. Sein gleichnamiger Vater war Buchdruckereibesitzer in Leyden.
Nach seinem Studium bei Ludwig Kaspar Valckenaer und David Ruhnken schlug er die in Groningen und Leiden angebotenen Lehrstühle für Rechtswissenschaft und Griechisch aus und zog stattdessen in den Harz, um sich der juristischen Praxis zu widmen.
1772 kehrte er nach Leiden zurück und nahm an der Herausgabe der von seinem Onkel Stephan Luzac († 1787, urspr. Theologe) gegründeten Leydener Zeitung teil. Nach dessen Tod übernahm er die Redaktion. In den Jahren nach der Französischen Revolution war er der einflussreichste Redakteur in der westlichen Welt. Seine Gazette de Leyde (eigentlich: Nouvelles Extraordinaires de Divers Endroits) war die meinungsbildende Zeitung in Europa. 1789 wurde er in die American Academy of Arts and Sciences gewählt.
Seine zweite Tochter, Emilie, heiratete Wybo Fijnje.
Nach Valckenaers Tod übernahm er dessen Lehrstuhl für griechische Sprache und amtierte 1794/95 als Rektor der Universität. Er wurde ferner Professor für vaterländische Geschichte. Dieses brachte ihm jedoch bei den in den 1790er Jahren in Holland aufkommenden Unruhen Anfeindungen ein, so dass er bis 1800 die Lehrstühle und die Herausgabe seiner Zeitung aufgab. Er widmete sich dann philologischen Studien und der Herausgabe mehrerer von seinem Lehrer Valckenaer hinterlassenen Schriften. Als 1802 die Ruhe in den Niederlanden wiederhergestellt war, erhielt er seine frühere Anstellungen bei der Universität wieder.
Luzac starb bei der großen Explosion eines Pulverschiffs im Kanal, bei der acht Häuserblocks zerstört wurden und 155 Menschen umkamen.